# Gunnera macrophylla
Gunnera macrophylla är en gunneraväxtart som beskrevs av Carl Ludwig von Blume. Gunnera macrophylla ingår i släktet gunneror, och familjen gunneraväxter. Inga underarter finns listade.